# عازب ميسفين
عازيب ميسيفين هايلي هي أرملة رئيس الوزراء الإثيوبي ملس زيناوي. وهي مؤسسة وراعية مبادرة إثيوبيا الوطنية للصحة العقلية. في أوائل عام 2009، تم تعيينها مديرة تنفيذية للصندوق الوقفي لإعادة تأهيل تيغراي من قبل رئيسه أبادي زيمو. عازب كانت السيدة الأولى الثانية لإثيوبيا.

## حياتها
عازب، ولدت في ولقيت،  كانت متزوجة من رئيس الوزراء الإثيوبي ملس زيناوي حتى وفاته في عام 2012. أنجبا معًا ثلاثة أطفال: سيمال وماردا وسيناي ميليس.

## حياتها المهنية
تم انتخابها في عام 2005 في مجلس نواب الشعوب (المجلس الأقل من البرلمان الإثيوبي) ممثلة لبلدة ميلادها وريدا من ولقيت وحميرة، وشغلت منصب رئيس اللجنة الدائمة للشؤون الاجتماعية للمجلس. كان دورها مثيرًا للجدل في بعض الأحيان، حيث زعم بعض أفراد الشتات الإثيوبي، أنها خلال الفترة التي كانت فيها مديرة تنفيذية في شركة ميجا كوربوريشن شبه الحكومية، كانت متورطة في «مخالفة اختلاط الشركات العامة والخاصة والمملوكة للحزب.» 
علاوة على ذلك، عازب مشهورة بعملها في تعليم الإثيوبيين الريفيين حول قضايا فيروس نقص المناعة المكتسبة/ الإيدز، وظهرت في حفل خاص لتكريم السيدات الأوائل في إفريقيا لجهودهن ضد انتشار فيروس نقص المناعة المكتسبة / الإيدز التي أقامتها جامعة جورجتاون في واشنطن العاصمة يوم 15 يناير 2007، قوبل ظهورها باحتجاجات من الإثيوبيين المنفيين ". كانت الجامعة تمنح "جائزة John Thompson Legacy of a Dream" إلى منظمة السيدات الأوائل الأفارقة ضد فيروس نقص المناعة المكتسبة / الإيدز مكافئة على قيادتها وخدمتها تجاه المثل العليا للدكتور مارتن لوثر كينج الابن. ميسفسن تسلمت الجائزة بالنيابة عن المنظمة إلى جانب السيدات الأوائل من زامبيا ورواندا. أنشأت منظمة "التحالف الإثيوبي للمرأة ضد فيروس نقص المناعة المكتسبة / الإيدز" وتواصل العمل بشكل وثيق مع قادة المجتمع لضمان حقوق المرأة ومكافحة الممارسات التقليدية الضارة وفيروس نقص المناعة المكتسبة / الإيدز. وقالت إن الجائزة التي حصلت عليها ليست لمنظمتها فحسب، بل لجميع النساء الإثيوبيات معلنة أن "الجائزة هي نتيجة الكفاح الدؤوب الذي تخوضه النساء الإثيوبيات".